# Safranina
Safranina – organiczny związek chemiczny, barwnik stosowany do barwienia tkanin, skóry, papieru i preparatów mikroskopowych.